# Rhopalomyia callicarpae
Rhopalomyia callicarpae är en tvåvingeart som beskrevs av Shinji 1939. Rhopalomyia callicarpae ingår i släktet Rhopalomyia och familjen gallmyggor. Inga underarter finns listade i Catalogue of Life.